# Томешть (Васлуй)
Томешть, Томешті (рум. Tomești) — село у повіті Васлуй в Румунії. Входить до складу комуни Погана.
Село розташоване на відстані 242 км на північний схід від Бухареста, 33 км на південь від Васлуя, 89 км на південь від Ясс, 109 км на північ від Галаца.

## Населення
За даними перепису населення 2002 року у селі проживали 969 осіб, з них 968 осіб (99,9%) румунів. Рідною мовою 968 осіб (99,9%) назвали румунську.